# Henri Provana de Leyni
Pour les articles homonymes, voir Provana.
Henri Provana de Leyni, né le 2 novembre 1631 à Leini et mort le novembre 1706, à Nice, est un prélat de la fin du XVIIe siècle et du début du siècle suivant, qui fut notamment évêque de Nice. Il est issu de la famille piémontaise de Provana (it).

## Biographie

### Origines
Henri Provana de Leyni est issu d'une famille d'ancienne noblesse piémontaise, les Provana (it). Il naît né le 2 novembre 1631, à Leini, dans le diocèse de Turin.

### Épiscopat
Il appartient à l'Ordre des Carmes déchaux. Il est provincial des Carmes déchaux de Turin.
Il est choisi par le duc Charles-Emmanuel II de Savoie, pour monter sur le trône épiscopal de Nice, le 23 février 1671. Les ducs de Savoie possède, depuis 1451 l'indult. Il est sacré par cardinal Carlo Emmanuele Pio, le 8 mars, dans l'église Santa Maria della Vittoria de Rome. Il fait son entrée dans sa ville épiscopale le 18 juillet.
Il consacre la nouvelle cathédrale Sainte-Réparate de Nice, en 1699.

### Mort et vacance du siège épiscopal
Henri Provana meurt le 27 ou le 30 novembre 1706, à Nice. Son corps est inhumé dans les cryptes de la cathédrale.
Le siège épiscopal demeure vacant durant 21 ans du fait d'un long conflit entre le Saint-Siège et la cour des États de Savoie de Turin.

### Fonds d'archives
- « Provana de Leyni, Henri (évêque de Nice) », sur francearchives.gouv.fr.